# Petr Kocman
Petr Kocman (* 1. August 1970 in Brünn; † 9. Dezember 2009 bei Kývalka) war ein tschechischer Fußballspieler. Der Mittelfeldspieler bestritt für den FC Brünn zwischen 1992 und 2000 169 Erstligaspiele, in denen er sieben Tore schoss.

## Vereinskarriere
Kocman begann seine Profilaufbahn 1992 beim FC Boby Brno. In der letzten gemeinsamen Saison der Tschechen und Slowaken absolvierte er 24 Erstligaspiele, ohne ein Tor zu erzielen. In den nächsten Jahren gehörte Kocman, der als Stürmer begann und später im rechten Mittelfeld spielte, meist zur Stammaufstellung der Rot-Weißen. Sein erstes Tor in der ersten tschechischen Liga schoss er am 10. September 1993 beim 2:1-Sieg seiner Mannschaft über Spartak Hradec Králové.
Im Jahr 1996 stand Kocmans Karriere kurzzeitig vor dem Aus, als er sich eine Leberinfektion zuzog. Allerdings konnte der Mittelfeldspieler seine Laufbahn fortsetzen und spielte bis zur Saison 1999/00 weiterhin für seinen Stammverein. Für Brünn absolvierte Kocman insgesamt 169 Ligaspiele und traf sieben Mal ins gegnerische Tor.
Nach dem Ende seiner Profilaufbahn spielte er vier Jahre für den FC Slovan Rosice und unweit von Stuttgart in einer unterklassigen Liga in Deutschland. Anschließend arbeitete er für den FC Brünn als Manager in der Juniorenabteilung.

## Nationalmannschaft
Kocman absolvierte in den Jahren 1985 und 1986 vier Spiele für die tschechoslowakische U-15-Auswahl.

## Tod
Kocman kam am 9. Dezember 2009 gegen 4:45 Uhr auf der Autobahn D1 zwischen Prag und Brünn in der Nähe von Kývalka ums Leben, als er beim Versuch, einen auf die Fahrbahn gerollten Ersatzreifen wieder aufzufangen, von einem Lastkraftwagen erfasst wurde.

## Sonstiges
Sowohl Kocmans Vater als auch Kocmans Onkel spielten in den 1960er Jahren Fußball für den Stadtrivalen Spartak KPS Brno, in der Saison 1961/62 in der ersten tschechoslowakischen Liga.